# Oligodon modestum
Oligodon modestum este o specie de șerpi din genul Oligodon, familia Colubridae, descrisă de Günther 1864. A fost clasificată de IUCN ca specie vulnerabilă. Conform Catalogue of Life specia Oligodon modestum nu are subspecii cunoscute.